# Малян, Павел Сергеевич
Павел Сергеевич Малян (арм. Պավել Սերգեյի Մալյան; 24 марта 1942, Комсомольск-на-Амуре — 8 ноября 2014, Ереван) — советский борец вольного стиля, двукратный серебряный призёр чемпионатов Европы (1969, 1970). Мастер спорта СССР международного класса (1968). Заслуженный тренер Армянской ССР (1982).

## Биография
Родился 24 марта 1942 года в городе Комсомольск-на-Амуре в семье военного.
В 1955 году вместе с семьёй переехал в Ереван, где в возрасте 17 лет начал заниматься вольной борьбой под руководством Бакура Асратяна. С 1967 по 1970 год входил в состав сборной СССР, в 1969 и 1970 годах становился серебряным призёром чемпионатов Европы.
В 1972 году завершил свою спортивную карьеру. С 1972 по 1988 год был тренером сборной команды Армянской ССР по вольной борьбе.
Умер 8 ноября 2014 года в Ереване. Похоронен на Зейтунском кладбище.